# روي (يوتا)
روي (بالإنجليزية: Roy, Utah)‏ هي مدينة تقع في الولايات المتحدة في مقاطعة ويبير، يوتا. يقدر عدد سكانها بـ 37,604 نسمة ومساحتها 19.7 كم2 وترتفع عن سطح البحر 1,384 متر.

## التركيبة السكانية
حدّد مكتب تعداد الولايات المتحدة بيانات التركيبة السكانية لروي في تعداد الولايات المتحدة. في ما يلي، التركيبة السكانية حسب تعدادي 2000 و2010.

### تعداد عام 2000
بلغ عدد سكان روي 32,885 نسمة بحسب تعداد عام 2000، وبلغ عدد الأسر 10,689 أسرة وعدد العائلات 8,606 عائلة مقيمة في المدينة. في حين سجلت الكثافة السكانية 1,560.7 نسمة لكل كيلومتر مربع (4,042.2/ميل2). وبلغ عدد الوحدات السكنية 11,053 وحدة بمتوسط كثافة قدره 524.6 لكل كيلومتر مربع (1,358.7/ميل2).
وتوزع التركيب العرقي للمدينة بنسبة 90.75% من البيض و1.16% من الأمريكيين الأفارقة و0.59% من الأمريكيين الأصليين و1.79% من الأمريكيين ذوي الأصول الآسيوية و0.11% من سكان جزر المحيط الهادئ و3.64% من الأعراق الأخرى و1.96% من عرقين مختلطين أو أكثر و7.68% من الهسبانيون أو اللاتينيون من أي عرق.
بلغ عدد الأسر 10,689 أسرة كانت نسبة 49.9% منها لديها أطفال تحت سن الثامنة عشر تعيش معهم، وبلغت نسبة الأزواج القاطنين مع بعضهم البعض 65.8% من أصل المجموع الكلي للأسر، ونسبة 10.3% من الأسر كان لديها معيلات من الإناث دون وجود شريك،  بينما كانت نسبة 4.4% من الأسر لديها معيلون من الذكور دون وجود شريكة وكانت نسبة 19.5% من غير العائلات. تألفت نسبة 15.8% من أصل جميع الأسر من عدة أفراد يعيشون في نفس المنزل ونسبة 5.8% كانت تتألف من شخص يعيش بمفرده يبلغ من العمر 65 عاماً أو أكثر. وبلغ متوسط حجم الأسرة المعيشية 3.06، أما متوسط حجم العائلات فبلغ 3.43.
بلغ العمر الوسطي للسكان 28.0 عاماً. وكانت نسبة 33.3% من القاطنين تحت سن الثامنة عشر، وكانت نسبة 11.6% بين الثامنة عشر والرابعة والعشرين عاماً، ونسبة 30.6% كانت واقعةً في الفئة العمرية ما بين الخامسة والعشرين والرابعة والأربعين عاماً، ونسبة 16% كانت ما بين الخامسة والأربعين والرابعة والستين، ونسبة 8% كانت ضمن فئة الخامسة والستين عاماً فما فوق. يوجد لكل 100 أنثى 98.1 ذكر، ويوجد لكل 100 أنثى في الثامنة عشر من عمرها فما فوق 95.2 ذكر.
بلغ متوسط دخل الأسرة في المدينة 49,611 دولارًا، أما متوسط دخل العائلة فبلغ 53,763 دولارًا. وكان متوسط دخل الذكور 37,286 دولارًا مقابل 23,793 دولارًا للإناث. وسجل دخل الفرد الخاص بالمدينة 17,794 دولارًا. وكانت نسبة 4.2% من العائلات ونسبة 5.5% من السكان تحت خط الفقر، وكان من هؤلاء نسبة 7.8% تحت سن الثامنة عشر ونسبة 1.9% في الخامسة والستين من العمر وما فوق.

### تعداد عام 2010
بلغ عدد سكان روي 36,884 نسمة بحسب تعداد عام 2010، وبلغ عدد الأسر 12,174 أسرة وعدد العائلات 9,480 عائلة مقيمة في المدينة. في حين سجلت الكثافة السكانية 1,750.5 نسمة لكل كيلومتر مربع (4,533.8/ميل2). وبلغ عدد الوحدات السكنية 12,599 وحدة بمتوسط كثافة قدره 598 لكل كيلومتر مربع (1,548.8/ميل2).
وتوزع التركيب العرقي للمدينة بنسبة 87.02% من البيض و1.10% من الأمريكيين الأفارقة و0.57% من الأمريكيين الأصليين و1.90% من الأمريكيين ذوي الأصول الآسيوية و0.23% من سكان جزر المحيط الهادئ و5.76% من الأعراق الأخرى و3.42% من عرقين مختلطين أو أكثر و13.47% من الهسبانيون أو اللاتينيون من أي عرق.
بلغ عدد الأسر 12,174 أسرة كانت نسبة 45.7% منها لديها أطفال تحت سن الثامنة عشر تعيش معهم، وبلغت نسبة الأزواج القاطنين مع بعضهم البعض 59.9% من أصل المجموع الكلي للأسر، ونسبة 12.1% من الأسر كان لديها معيلات من الإناث دون وجود شريك،  بينما كانت نسبة 5.9% من الأسر لديها معيلون من الذكور دون وجود شريكة وكانت نسبة 22.1% من غير العائلات. تألفت نسبة 18% من أصل جميع الأسر من عدة أفراد يعيشون في نفس المنزل ونسبة 6.5% كانت تتألف من شخص يعيش بمفرده يبلغ من العمر 65 عاماً أو أكثر. وبلغ متوسط حجم الأسرة المعيشية 3.02، أما متوسط حجم العائلات فبلغ 3.43.
بلغ العمر الوسطي للسكان 30.0 عاماً. وكانت نسبة 31.5% من القاطنين تحت سن الثامنة عشر، وكانت نسبة 9.7% بين الثامنة عشر والرابعة والعشرين عاماً، ونسبة 29.4% كانت واقعةً في الفئة العمرية ما بين الخامسة والعشرين والرابعة والأربعين عاماً، ونسبة 20.2% كانت ما بين الخامسة والأربعين والرابعة والستين، ونسبة 9.2% كانت ضمن فئة الخامسة والستين عاماً فما فوق. وتوزع التركيب الجنسي للسكان بنسبة 49.7% ذكور و50.3% إناث.

## أعلام
- بيرت كوك
- لارين سكوت